# Habitate der Gelbbauchunke im Landkreis Dingolfing-Landau
Habitate der Gelbbauchunke im Landkreis Dingolfing-Landau este o arie protejată (arie specială de conservare — SAC, sit de importanță comunitară — SCI) din Germania întinsă pe o suprafață de 16,61 ha, integral pe uscat.

## Localizare
Centrul sitului Habitate der Gelbbauchunke im Landkreis Dingolfing-Landau este situat la coordonatele 48°40′16″N 12°26′47″E / 48.6711°N 12.4464°E.

## Înființare
Situl Habitate der Gelbbauchunke im Landkreis Dingolfing-Landau a fost declarat sit de importanță comunitară în noiembrie 2004 pentru a proteja 1 specie de animale. Situl a fost protejat și ca arie specială de conservare în aprilie 2016.

## Biodiversitate
Situată în ecoregiunea continentală, aria protejată nu include niciun habitat protejat.
La baza desemnării sitului se află o specie protejată de  amfibieni: izvoraș-cu-burta-galbenă (Bombina variegata).